# シャンブコ
シャンブコ（ティグリニャ語: ሻምቡቆ,英語: Shambuko、Shambikoとも綴られる）は、エリトリア・ガシュ・バルカ地方南部の町で、シャンブコ地区の行政府を持ち、高等学校が存在する。山間部のエチオピア国境付近に位置する。北緯14度55分9秒、東経37度50分8秒。標高903m。1998年から2000年のエチオピア・エリトリア国境紛争においてエチオピア軍の強襲を受け、これを切っ掛けに人口の流出が起きている。